# Koncil v Piacenzi
Koncil v Piacenzi je bil mešan zbor klerikov in laikov katoliške cerkve, ki je potekal od 1. do 5. marca 1095 v Piacenzi (Italija).
Cerkveni zbor je sklical papež Urban II. proti koncu svoje turneje pa Italiji in Franciji, na kateri je hotel ponovno vzpostaviti svojo avtoriteto po investiturnem boju med papežem Gregorjem VII. in cesarjem Svetega Rimskega cesarstva Henrikom IV.  Na zboru je bilo dvesto škofov, 4.000 drugih cerkvenih dostojanstvenikov in 30.000 laikov. Zaradi velikega števila udeležencev, je bil zbor izven mesta. 

## Zasedanje
Med laiki je bila Evpraksija, druga žena cesarja Henrika IV., ki je javno obtožila moža sodelovanja s krivoversko sekto. Na zboru so bil tudi odposlanci francoskega kralja Filipa I., ki so se prišli pritožit zaradi Filipove nedavne ekskomunikacije, ki je bila posledica njegove nelegalne ločitve in ponovne poroke  z Bertrado Monfortsko. Filipa so zadolžili, da do Binkošti uredi svoje družinske zadeve. Preostali čas se je zbor ukvarjal s tipično cerkvenimi zadevami: sprejel je najmanj petnajst kánonov, s katerimi je obsodil herezijo katarov in nikolajitov, potrdili Kristusovo prisotnost na evharistiji, javno obtožili protipapeža Klemna III. in njegove pristaše in župnikom prepovedali zaračunavanje krsta, pogreba in birme.
Najpomembnejši udeleženci koncila so bili prav gotovo odposlanci bizantinskega cesarja Alekseja I. Komnena, ki s katoliško cerkvijo ni imel najboljših odnosov. Zaradi vmešavanja v cerkvene zadeve  ga je papež Gregor VII. ekskomuniciral, vendar je Urban II. takoj na začetku svojega papeževanja leta 1088 ekskomunikacijo preklical in odnosi med vzhodom in zahodom so se za nekaj časa normalizirali. 
Vzrok za prihod Aleksejevih odposlancev je bil pritisk Turkov na vzhodno mejo Bizantinskega cesarstva. Cesarstvo je po porazu v bitki pri Manzikertu leta 1071 izgubilo veliko ozemlja v Mali Aziji in cesar Aleksej je upal, da bo s pomočjo vitezov iz zahodne Evrope ponovno osvojil izgubljena ozemlja. Aleksejevi odposlanci so pri opisovanju neposredne turške nevarnosti verjetno pretiravali, saj zaradi medsebojnih sporov med Seldžuki samimi nevarnost v resnici ni bila tako velika. Pri tem seveda niso pozabili omeniti, da je v muslimanskih rokah tudi Jeruzalem, ki je imel za katolike na zahodu poseben pomen. 
Urban je Aleksejevo prošnjo vzel mnogo bolj resno, kot bi pričakovali. Možno je celo to, da je že pred njihovim prihodom  razmišljal o križarskem pohodu na vzhod, zato si je Aleksejevo prošnjo razlagal kot šibkost tako Bizantinskega cesarstva kot pravoslavne cerkve in priložnost, da z vojaško odpravo na vzhod morda uspe ponovno združiti obe cerkvi pod svojo oblastjo. Ko se je koncil končal, so se novice o ogroženosti vzhodnega cesarstva in Jeruzalema hitro razširile po Franciji. Novembra 1095 je Urban sklical koncil v Clermontu, kjer je prvo križarsko vojno tudi uradno napovedal.

## Primarni viri
Glavni viri informacij s koncila v Piacenzi so kronike Bernolda Constanškega, ki je bil verjetno prisoten na koncilu, Ekkeharda Auerškega in Guiberta Nogentskega, ki je bil na koncilu v Clermontu če ne tudi v Piacenzi. Za bizantinske kroniste tistega časa obisk ambasadorjev v Piacenzi očitno ni bil dovolj pomemben, da bi ga omenili. Koncil prvič omenja kronist Teodor Skutariot v 13. stoletju in pri tem omenja vire, ki so se do danes izgubili.